# Race to Witch Mountain
Race to Witch Mountain är en nyinspelning av filmen Den äventyrliga flykten (Escape to Witch Mountain från 1975). Båda versionerna är baserade på en bok av författaren Alexander Key. Filmen är regisserad av Andy Fickman, och började spelas in i Los Angeles i mars 2008. Filmen hade premiär i början av 2009.

## Handling
Filmens handling utspelar sig i Las Vegas med omnejd. En taxichaufför med ett kriminellt förflutet får en körning med två utomjordingar som tagit formen av två ungdomar, en pojke och en flicka. Utomjordingarna är jagade av något som vill ta deras liv, och resan mot att få hem utomjordingarna till sin planet börjar.

## Medverkande (urval)
- Dwayne Johnson
- AnnaSophia Robb
- Alexander Ludwig
- Ciarán Hinds
- Tom Everett Scott
- Carla Gugino

Dessutom medverkar Kim Richards och Ike Eisenmann, som spelade barnen i de första filmerna. 
1. ↑  Borys Kit, Fickman on way to 'Witch' redo, The Hollywood Reporter, 23 juli 2007, läs online, läst: 6 november 2016.[källa från Wikidata]